# Max Frisch
Max Frisch (n. 15 mai 1911, Zürich - d. 4 aprilie 1991, Zürich) a fost un romancier, dramaturg și arhitect elvețian, unul dintre cei mai reprezentativi scriitori de limbă germană. A dezvăluit în opera sa criza spirituală a societății contemporane, nesiguranța și lipsa de sens a existenței umane. Cu piese de teatru ca Biedermann și incendiatorii sau Andorra precum și cu cele trei mari romane ale sale Eu nu sunt Stiller, Homo faber și Numele meu fie Gantenbein, Max Frisch s-a făcut remarcat publicului larg și s-a impus ca un autor important în canonul literaturii germane. A mai compus și piese radiofonice, proză scurtă, precum și două jurnale literare, cuprinzând perioadele 1946-1949, respectiv 1966-1971.
În tinerețe, Max Frisch a simțit că viața burgheză este incompatibilă cu arta și de aceea a rămas multă vreme nesigur ce model de viață ar trebui să urmeze. Consecința acestei indecizii a fost că Frisch și-a întrerupt studiile de germanistică, precum și incipienta carieră artistică, a absolvit facultatea de arhitectură și a lucrat câțiva ani ca arhitect. Abia după succesul romanului său Eu nu sunt Stiller, se hotărăște definitiv să își urmeze destinul de scriitor și își părăsește familia, pentru a se dedica scrisului.
În centrul creației lui Max Frisch se află adesea conflictul cu sine însuși, multe din problemele abordate fiind tipice omului postmodern: descoperirea și apărarea propriei identități, mai ales în momentul coliziunii cu imaginile înrădăcinate în mentalul colectiv al celor din jur, construirea biografiei proprii, conflictul dintre sexe, precum și investigarea gradului în care limba poate satisface nevoia de comunicare. Responsabilitatea, morala și angajamentul politic sunt de asemenea teme importante ale operei sale, operă profund marcată de fenomenele politice din Europa, contemporane autorului: ascensiunea fascismului și cel de-al Doilea Război Mondial. Publicațiile de după război poartă amprenta ironiei, ținta principală fiind în special țara sa, Elveția, pe care Max Frisch a și părăsit-o cu numeroase ocazii.

## Date biografice
Max Rudolf Frisch s-a născut la Zürich, pe 15 mai 1911, ca al doilea copil al arhitectului Franz Bruno Frisch și Karoline Frisch, născută Wildermuth.

## Opera

### Romane
- Eu nu sunt Stiller (1954)
- Homo faber (1957)
- Numele meu fie Gantenbein (1964)

### Teatru
- Don Juan sau pasiunea pentru geometrie (1953)
- Biedermann și incendiatorii (1958)
- Andorra (1961)

### Povestiri
- Montauk (2004)
- Barbă albastră